# 해리 캐리

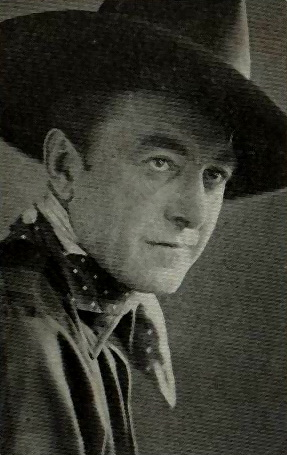

해리 캐리(Harry Carey, 1878년 1월 16일 ~ 1947년 9월 21일)는 미국의 영화 감독, 각본가, 연극 배우, 영화배우이다.
뉴욕에서 태어났으며 브렌트우드 (로스앤젤레스)에서 사망하였다. 사인은 폐암이다.

## 영화
- 감독 존 포드 (1971년) - [자료화면] 역
- 내 마음 가까이 (1948년)
- 붉은 강 (1948년)
- 천사와 악당 (1947년)
- 초원의 바다 (1947년)
- 백주의 결투 (1946년)
- 에어 포스 (1943년)
- 약탈자 (1942년)
- 썬다운 (1941년)
- 셰퍼드 오브 더 힐 (1941년)
- 데이 뉴 왓 데이 원티드 (1940년)
- 비욘드 투마로우 (1940년)
- 스미스씨 워싱톤 가다 (1939년)
- 소울스 앳 씨 (1937년)
- 키드 갈라드 (1937년)
- 상어섬의 죄수 (1936년)
- 발리언트 이즈 더 워드 포 캐리 (1936년)
- 바르바리 해안 (1935년)
- 맨 오브 더 포레스트 (1933년)
- 선셋 패스 (1933년)
- 썬더링 허드 (1933년)
- 라스트 모히칸 (1932년)
- 트레이더 혼 (1931년)
- 더 트레일 오브 '98 (1928년)
- 헬 벤트 (1918년)
- 샤이엔의 친구 (1917년)
- 벅킹 브로드웨이 (1917년)
- 스트레이트 슈팅 (1917년)
- 영혼의 목자 (1917년)
- 우리가 알았더라면 (1913년)
- 보이지 않는 적 (1912년)
- 픽 앨리의 총잡이 (1912년)